# Патрушино
Патрушино — деревня в Карамышевской волости Псковского района Псковской области России.
Расположена в 4 км к северу от села Карамышево и в 28 км к востоку от центра города Пскова.
Численность населения деревни по состоянию на 2000 год составляла 19 человек.